# Piotr Zacharow-Czeczeniec

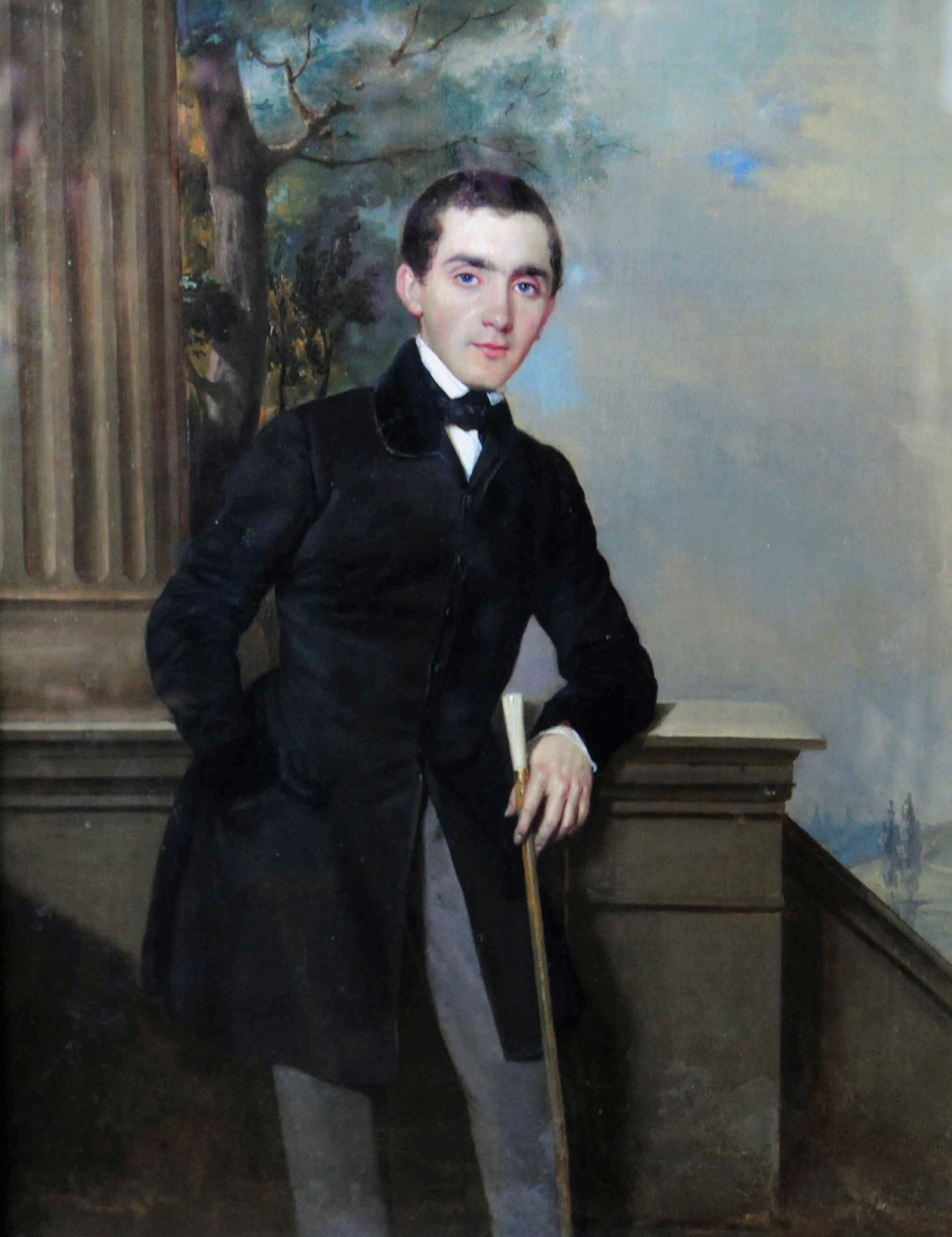
Autoportret Zacharowa z 1833-1834

Piotr Zacharowicz Zacharow-Czeczeniec ros. Пётр Захарович Захаров-Чеченец (ur. 1816, zm. 1846 w Moskwie) – rosyjski malarz pochodzenia czeczeńskiego, jedyny w XIX znany malarz pochodzenia czeczeńskiego.

## Życiorys
W czasie działań wojennych na Kaukazie, w 1819 oddział rosyjski znalazł w czeczeńskim aule Dady-Jurt martwą kobietę i umierające trzyletnie dziecko. Dowódca armii rosyjskiej, gen. Aleksiej Jermołow polecił lekarzom wojskowym, aby uczynili wszystko, co możliwe by uratować czeczeńskie dziecko. Dziecko przeżyło i oddano je pod opiekę Kozakowi, Zacharowi Niedonosowi. Od imienia Kozaka dziecko otrzymało swoje nazwisko i otczestwo. Aby zademonstrować swoje pochodzenie Piotr Zacharow już jako dorosły mężczyzna dodał do nazwiska słowo Czeczeniec.
Siedmioletniego Piotra adoptował generał Piotr Jermołow, dowódca pułku grenadierów gruzińskich i kuzyn Aleksieja Jermołowa. Chłopiec od dzieciństwa wyróżniał się talentem plastycznym. Piotr Jermołow chciał go zapisać do Cesarskiej Akademii Sztuk Pięknych w Sankt Petersburgu, ale rektor akademii Aleksiej Olenin odmówił przyjęcia chłopca, twierdząc, że jest zbyt młody na naukę w Akademii. Dziesięcioletni Piotr pobierał więc prywatne lekcje sztuki malarskiej od znanego portrecisty Lwa Wołkowa. 
Mając 17 lat rozpoczął upragnione studia w stołecznej Akademii, którą ukończył w 1835. W czasie studiów otrzymał propozycję wyjazdu na stypendium do Włoch, ale jego nazwisko skreślił osobiście z listy stypendystów car Mikołaj I, uznając że przedstawiciel mniejszości etnicznej nie może być wyróżniony tak prestiżowym stypendium. W czasie studiów znacznie pogorszył się stan zdrowia Zacharowa, który cierpiał na gruźlicę.  

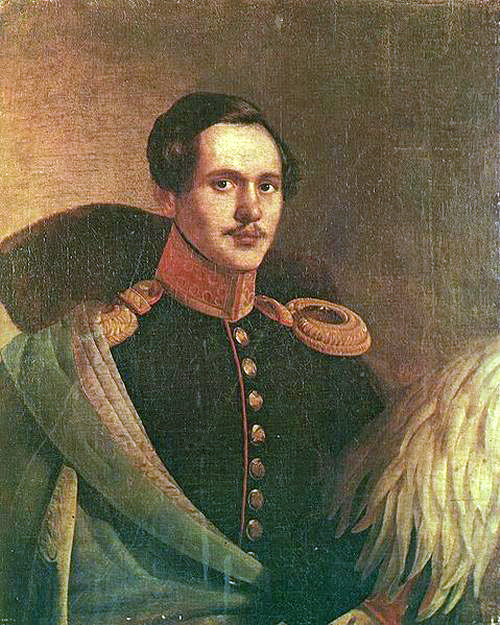
Portret Michaiła Lermontowa z 1834

Jako wolny artysta Zacharow stał się modnym w stolicy Rosji portrecistą. Wśród jego klientek była nawet ulubiona córka cara Mikołaja I - Maria i jej mąż Maksymilian. W 1837 otrzymał posadę artysty w Wydziale Wojskowym, a w 1842 został wybrany członkiem Akademii Sztuk.
Pod koniec życia poślubił córkę malarza Lwa Wołkowa - Aleksandrę Postnikową, ale w pół roku po ślubie jego żona zmarła na gruźlicę, a wkrótce potem z tego samego powodu zmarł Zacharow. Jeden z ostatnich obrazów, które namalował przedstawiał ukochaną żonę, leżącą na łożu śmierci. 
Większość prac Zacharowa-Czeczeńca znajduje się w zbiorach Galerii Tretiakowskiej. Część obrazów zgromadzono w Muzeum Sztuki w Groznym, ale uległy zniszczeniu w 1995, w czasie I wojny czeczeńskiej. Te, które ocalały są poddawane renowacji w Moskwie.